# Tir aux Jeux olympiques d'été de 2024 - Carabine à 50 m 3 positions femmes
Navigation
Tokyo 2020 Los Angeles 2028
L'épreuve féminine de carabine à 50 mètres 3 positions des Jeux olympiques d'été de 2024 se déroule les 1er et 2 août 2024 au Centre national de tir sportif à Châteauroux, en France, à environ 260 km au sud de Paris.

## Records
Avant cette compétition, les records dans cette discipline étaient les suivants : 

## Programme
| Date            | Horaire | Manche        |
| --------------- | ------- | ------------- |
| Jeudi 1er août  | 12 h 00 | Qualification |
| Vendredi 2 août | 09 h 30 | Finale        |

## Médaillées
| Or                 | Argent                | Bronze               |
| Chiara Leone (SUI) | Sagen Maddalena (USA) | Zhang Qiongyue (CHN) |

## Résultats détaillés

### Qualification
Les 8 meilleures tireuses se qualifient pour la finale (Q).
| Rang | Athlète               | Pays                         | Tir à genoux | Tir couché | Tir debout | Total   | Notes |
| ---- | --------------------- | ---------------------------- | ------------ | ---------- | ---------- | ------- | ----- |
| 1    | Sagen Maddalena       | États-Unis                   | 198          | 200        | 195        | 593-45x | Q, RO |
| 2    | Zhang Qiongyue        | Chine                        | 199          | 199        | 195        | 593-40x | Q, RO |
| 3    | Chiara Leone          | Suisse                       | 196          | 199        | 197        | 592-29x | Q     |
| 4    | Oyuunbatyn Yesügen    | Mongolie                     | 193          | 199        | 197        | 589-40x | Q     |
| 5    | Jeanette Hegg Duestad | Norvège                      | 195          | 199        | 195        | 589-34x | Q     |
| 6    | Natalia Kochańska     | Pologne                      | 195          | 198        | 196        | 589-30x | Q     |
| 7    | Nadine Ungerank       | Autriche                     | 197          | 197        | 195        | 589-27x | Q     |
| 8    | Stephanie Grundsøe    | Danemark                     | 196          | 199        | 194        | 589-26x | Q     |
| 9    | Jolyn Beer            | Allemagne                    | 196          | 198        | 193        | 587-29x |       |
| 10   | Alexandra Le          | Kazakhstan                   | 195          | 198        | 194        | 587-28x |       |
| 11   | Anna Janßen           | Allemagne                    | 197          | 198        | 192        | 587-27x |       |
| 12   | Seonaid McIntosh      | Grande-Bretagne              | 199          | 198        | 189        | 586-38x |       |
| 13   | Arina Altukhova       | Kazakhstan                   | 195          | 200        | 191        | 586-35x |       |
| 14   | Rikke Maeng Ibsen     | Danemark                     | 196          | 193        | 197        | 586-26x |       |
| 15   | Jenny Stene           | Norvège                      | 194          | 198        | 193        | 585-37x |       |
| 16   | Veronika Blažíčková   | Tchéquie                     | 195          | 198        | 191        | 584-32x |       |
| 17   | Judith Gomez          | France                       | 196          | 194        | 192        | 584-28x |       |
| 18   | Anjum Moudgil         | Inde                         | 196          | 194        | 194        | 584-26x |       |
| 19   | Lee Eun-seo           | Corée du Sud                 | 193          | 197        | 193        | 583-35x |       |
| 20   | Aleksandra Pietruk    | Pologne                      | 192          | 197        | 193        | 582-30x |       |
| 21   | Nina Christen         | Suisse                       | 193          | 197        | 192        | 582-23x |       |
| 22   | Geovana Meyer         | Brésil                       | 194          | 197        | 190        | 581-31x |       |
| 23   | Barbara Gambaro       | Italie                       | 193          | 197        | 192        | 580-26x |       |
| 24   | Darya Chuprys         | Athlètes individuels neutres | 193          | 197        | 192        | 579-23x |       |
| 25   | Mary Tucker           | États-Unis                   | 192          | 195        | 192        | 579-20x |       |
| 26   | Yarimar Mercado       | Porto Rico                   | 192          | 197        | 189        | 578-29x |       |
| 27   | Han Jiayu             | Chine                        | 195          | 197        | 186        | 578-26x |       |
| 28   | Lisbet Hernández      | Cuba                         | 191          | 197        | 190        | 578-25x |       |
| 29   | Eszter Mészáros       | Hongrie                      | 196          | 198        | 193        | 577-29x |       |
| 30   | Im Ha-na              | Corée du Sud                 | 192          | 195        | 190        | 577-21x |       |
| 31   | Sift Kaur Samra       | Inde                         | 193          | 195        | 187        | 575-22x |       |
| 32   | Shannon Westlake      | Canada                       | 187          | 193        | 187        | 567-16x |       |

### Finale
Après les 3 séries de tirs (à genoux, couché et debout), les 2 moins bonnes tireuses sont éliminées. Il y a ensuite 5 tirs debout supplémentaires et à chaque tir, la moins bonne tireuse est élimineé de sorte qu'au dernier tir, elles ne soient plus que deux en compétition.
| Rang                                | Athlète               | Pays       | Série à genoux | Série à genoux | Série à genoux | Série couché | Série couché | Série couché | Série debout | Série debout | Tirs debout | Tirs debout | Tirs debout | Tirs debout | Tirs debout | Total | Notes |
| Rang                                | Athlète               | Pays       | 1-5            | 6-10           | 11-15          | 16-20        | 21-25        | 26-30        | 31-35        | 36-40        | 41          | 42          | 43          | 44          | 45          | Total | Notes |
| ----------------------------------- | --------------------- | ---------- | -------------- | -------------- | -------------- | ------------ | ------------ | ------------ | ------------ | ------------ | ----------- | ----------- | ----------- | ----------- | ----------- | ----- | ----- |
| Médaille d'or, Jeux olympiques      | Chiara Leone          | Suisse     | 52.0           | 51.6           | 52.6           | 51.1         | 52.6         | 53.2         | 50.2         | 51.1         | 10.2        | 8.8         | 10.5        | 9.7         | 10.8        | 464.4 | RO    |
| Médaille d'argent, Jeux olympiques  | Sagen Maddalena       | États-Unis | 52.2           | 52.2           | 51.5           | 52.3         | 53.0         | 52.8         | 47.8         | 51.1         | 9.9         | 10.8        | 9.4         | 9.9         | 10.1        | 463.0 |       |
| Médaille de bronze, Jeux olympiques | Zhang Qiongyue        | Chine      | 50.5           | 52.8           | 52.7           | 52.1         | 52.3         | 52.9         | 51.4         | 51.1         | 8.5         | 8.8         | 10.1        | 9.7         | -           | 452.9 |       |
| 4                                   | Jeanette Hegg Duestad | Norvège    | 51.0           | 51.9           | 51.8           | 52.1         | 52.9         | 52.6         | 51.0         | 48.0         | 10.9        | 10.6        | 9.7         | -           | -           | 442.5 |       |
| 5                                   | Nadine Ungerank       | Autriche   | 51.9           | 52.1           | 52.2           | 50.6         | 52.0         | 53.2         | 50.3         | 50.9         | 9.9         | 9.0         | -           | -           | -           | 432.1 |       |
| 6                                   | Natalia Kochańska     | Pologne    | 50.5           | 50.9           | 51.8           | 52.0         | 51.1         | 50.6         | 49.9         | 51.3         | 10.4        | -           | -           | -           | -           | 418.5 |       |
| 7                                   | Oyuunbatyn Yesügen    | Mongolie   | 50.7           | 51.1           | 51.7           | 50.8         | 51.9         | 51.1         | 48.5         | 51.8         | -           | -           | -           | -           | -           | 407.6 |       |
| 8                                   | Stephanie Grundsøe    | Danemark   | 51.3           | 50.7           | 50.7           | 52.6         | 52.2         | 51.6         | 50.7         | 46.6         | -           | -           | -           | -           | -           | 406.4 |       |